# サガラ 〜Sの同素体〜
『サガラ 〜Sの同素体〜』（サガラ Sのどうそたい）は、原作：真刈信二、作画：かわぐちかいじによる日本の漫画作品。『モーニング』（講談社）にて2018年36・37合併号から2021年11号まで連載された。
日本でクーデターを起こすべく軍隊を準備する元自衛隊員と、クーデターを阻止しようとする秘密捜査官を描くサスペンス。

## 登場人物
サガラ
サガラ（海を創造したとするインド神話の王）はコードネームであり本名不詳。元福岡県警察小倉港署所属の警察官。真藤審議官に見出される。ヤクザの薬物輸入事案の任務中に腹を撃たれる。真藤審議官の考えで依願退職扱いの偽装をし、イギリスとイスラエルで諜報員としての対人情報収集・実戦訓練を受ける。
イスラエルからの帰国後、塚崎永次（つかさき　えいじ）と名乗る。塚崎の階級は警部補、警察庁長官付。王立保険リスク査定協会日本担当と名乗って木島に近づく。その後は下記の垣内鋼を名乗りインドに潜伏する成瀬完治と接触するためにインドへ渡る。
成瀬 完治
元陸上自衛隊の三等陸佐。日本を代表する巨大企業成瀬産業のオーナー・成瀬典史の息子。約200名の日本人を率いイラクでの組織的戦闘を指揮していた。その200名を帰国させクーデターを画策している。世界の変化に対応しきれない日本の政治・行政の制度疲労を憂い、「社会の意志決定システムに即応力を持たせること」が必要だと考えている。
真藤
警察庁長官官房審議官。イスラエル政府からもたらされた成瀬の計画するクーデターを阻止するためサガラを成瀬に接近させる。ハンドルネームはマタギ。サガラを「事件解決へ向け最短距離を走る男」と評する。
深松 威士
内閣官房長官。真藤やサガラの上司。内閣改造で財務大臣に横滑りする。
堂殿 傑（どうでん すぐる）
真藤から任じられたサガラの世話役。イギリス英語に堪能で、外務省にいた経歴を持つ。食事の提供からアポ取り、さらには国会議員の秘書バッジといった捜査に必要な道具までも用意し、サガラをサポートする。
穂積
真藤のアシスタント。巡査部長。
木島 俊也
成瀬産業国際事業本部長。成瀬の率いる軍隊のロジスティック担当。
シシ・アシュケナージ
イスラエル軍の諜報員。東京でのイスラエル諜報機関の連絡要員であり、サガラと度々接触する。
富岡 岳史
外務省国際協力局長。勉強会の幹事を務める。クーデターについて「衆院任期中には終わらせたい」と発言し、衆議院の任期満了2021年10月21日までに計画実行を目論んでいる。
ミルクマン
インドの裏社会に生息し、「ハワラ」と呼ばれる広大な送金ネットワークを支配している。インドで活動するサガラを全面的にバックアップする。
垣内 鋼（かいと はがね）
ミルクマンの元で働いていたが、消えたダイヤモンドを追う際に重傷を負い死んだ。死の間際に真藤へ自らを託す意思を示し、サガラの新たな偽名として使われる。
J・P・キングダム
成瀬に協力し、中東やアフリカに多大な影響力を持つ富豪。かつて、銃撃に反応して赤く光るブラッドクロスダイヤモンドの原石のカット依頼をした。シシの調べでは死の商人であり、イスラエルに対するテロリストを支援したとされる。

## 用語
A26号
クーデターを画策しているグループ名。日本国憲法制定以来、国家を揺るがす事件は25件起き成瀬のクーデターが26件目、またその中でもA級の案件ということでこのクーデターはA26号案件と名づけられた。A26号案件には外務省や警察庁など政府内部にも成瀬に通じる者が蔓延っている。堂殿曰く、「ミルフィーユのような構造」になっており、海外での実動部隊、実務の中堅幹部、外務省の局長級というように役割分担がなされている。
成瀬産業株式会社
子会社のNRS運輸にチャーター機を用意させ、中東でA26号の武装組織移動に協力していた。国交省や財務省、警察庁などの官僚や大企業の若手幹部、さらには憲法学者とも関与している。
腕時計
サガラと成瀬が所有する腕時計。サガラのものは自衛官としてイラクへ派遣された父親の遺品。発砲の衝撃により赤く発光するブラッドクロスダイヤモンドが埋め込まれている。そのダイヤはテルアビブにて研磨の名人がカットした37粒のうち、赤く光った8つのうちのもの。

## 書誌情報
- 真刈信二（原作）・かわぐちかいじ（作画）『サガラ 〜Sの同素体〜』講談社〈モーニングKC〉、全8巻
  1. 2018年11月22日発売[2][3]、ISBN 978-4-06-513550-1
  2. 2019年2月22日発売[4]、ISBN 978-4-06-514647-7
  3. 2019年5月23日発売[5]、ISBN 978-4-06-515421-2
  4. 2020年2月21日発売[6]、ISBN 978-4-06-518531-5
  5. 2020年6月23日発売[7]、ISBN 978-4-06-519410-2
  6. 2020年9月23日発売[8]、ISBN 978-4-06-520384-2
  7. 2020年12月23日発売[9]、ISBN 978-4-06-521866-2
  8. 2021年3月23日発売[10]、ISBN 978-4-06-521837-2